# Dunajec
Der Dunajec (deutsch Dunajez/Dunajetz oder selten Dohnst) ist ein rechter nicht schiffbarer Nebenfluss der Weichsel in den Westkarpaten (Südpolen) von 247 Kilometern Länge, der mit seinen Quellflüssen Czarny Dunajec (Schwarzer Dunajec) und Biały Dunajec (Weißer Dunajec) in der Tatra entspringt. Die Länge des Dunajec wird von seinem Quellbach Wyżni Chochołowski Potok in der Westtatra gemessen.
Beide Quellflüsse vereinigen sich bei Nowy Targ zum Dunajec, dieser wird in den Stauseen Jezioro Czorsztyńskie und Jezioro Sromowskie angestaut. 
An der Einmündung des Lipník bei Červený Kláštor führte die alte Weichsel-Theiß-Handelsstraße über den Fluss. An der Furt entstand auf der slowakischen Seite das Rote Kloster. Daran schließt sich der bis zu 300 m tiefe Gebirgsdurchbruch des Dunajec durch die Pieniny an, bei dem der Fluss auch auf einer Strecke von 18 Kilometern Grenzfluss mit der Slowakei ist. Beiderseits der Grenze liegen Nationalparks. Danach passiert der Dunajec die Städte Szczawnica, Krościenko nad Dunajcem und Nowy Sącz. 
Oberhalb von Nowy Sącz nimmt er den Poprad auf, seinen wichtigsten Nebenfluss. Bei Rożnow und Czchów wird er in den Stauseen Jezioro Rożnowskie und Jezioro Czchowskie vorwiegend zum Hochwasserschutz angestaut. 
Nördlich von Tarnów mündet er in die Weichsel.
Für Touristen organisieren mehrere Firmen Abfahrten auf Holzflößen (z. B. auf der polnischen Seite von Sromowce Wyżne nach Szczawnica bzw. Krościenko nad Dunajcem). Auf dem Weg durch das enge Durchbruchstal sind auch die bekannten Gipfel Drei Kronen (polnisch Trzy Korony / slowakisch Tri Koruny) und die Sokolica zu sehen. Die Abfahrt dauert etwa zwei Stunden und eignet sich auch für Kinder und ältere Menschen.

## Bilder

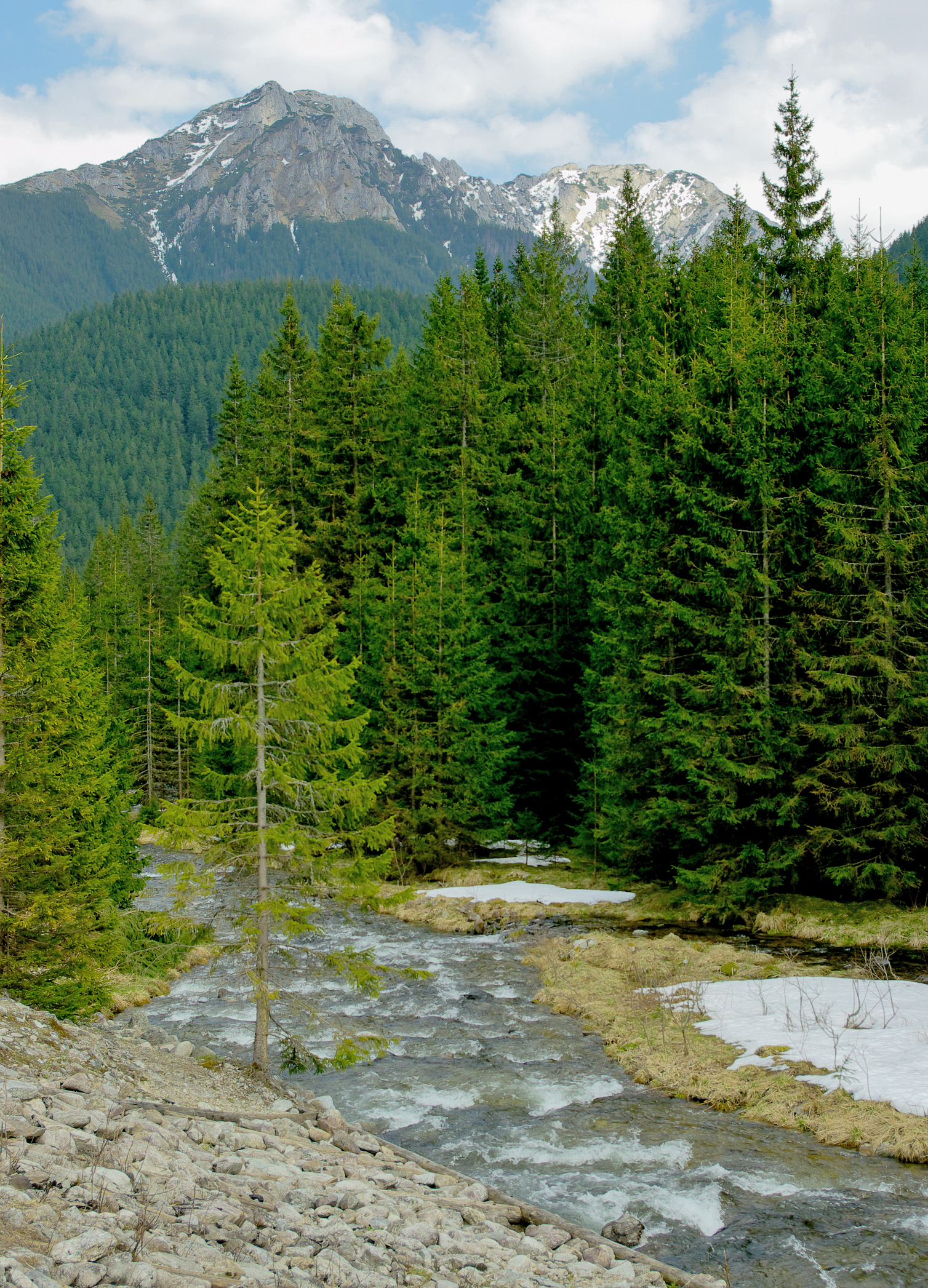
Der Chochołowski Potok ist einer der Quellbäche des Czarny Dunajec in der Westtatra
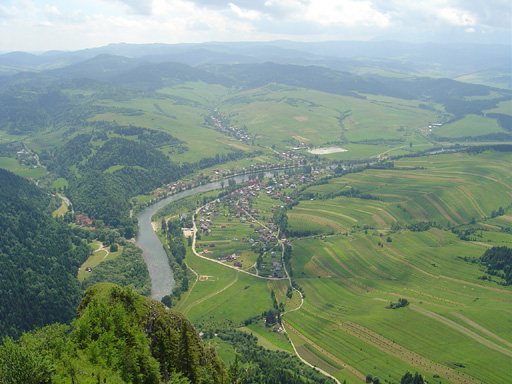
Blick von den Trzy Korony Dunajec-aufwärts – links im Wald ist das Červený Kláštor (Rotes Kloster) zu sehen.
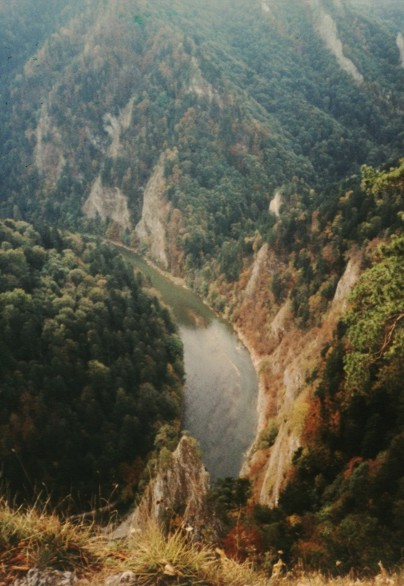
Dunajec-Durchbruch
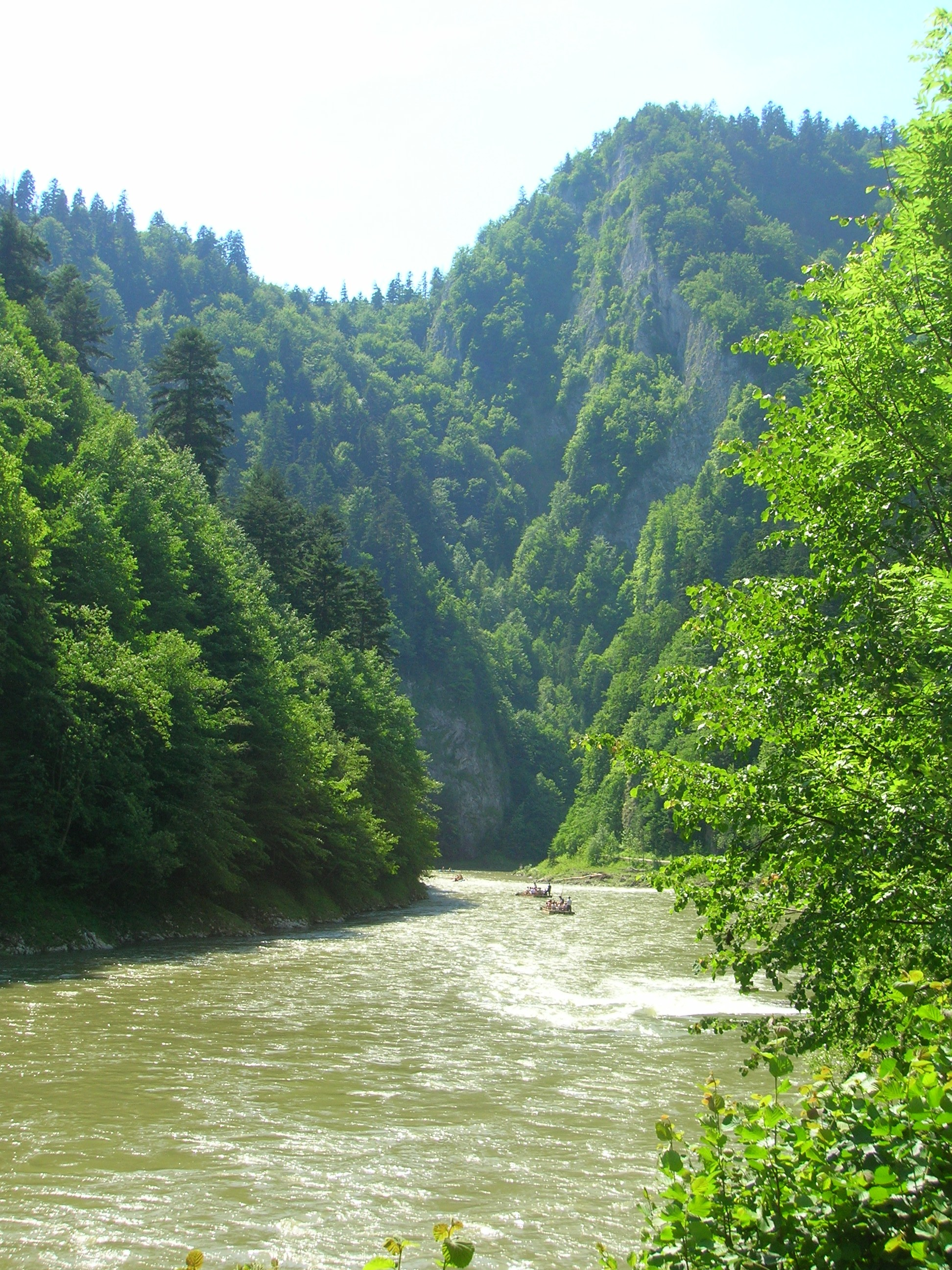
Die Schlucht des Dunajec flussabwärts gesehen – das rechte Ufer ist slowakisch, das linke polnisch.
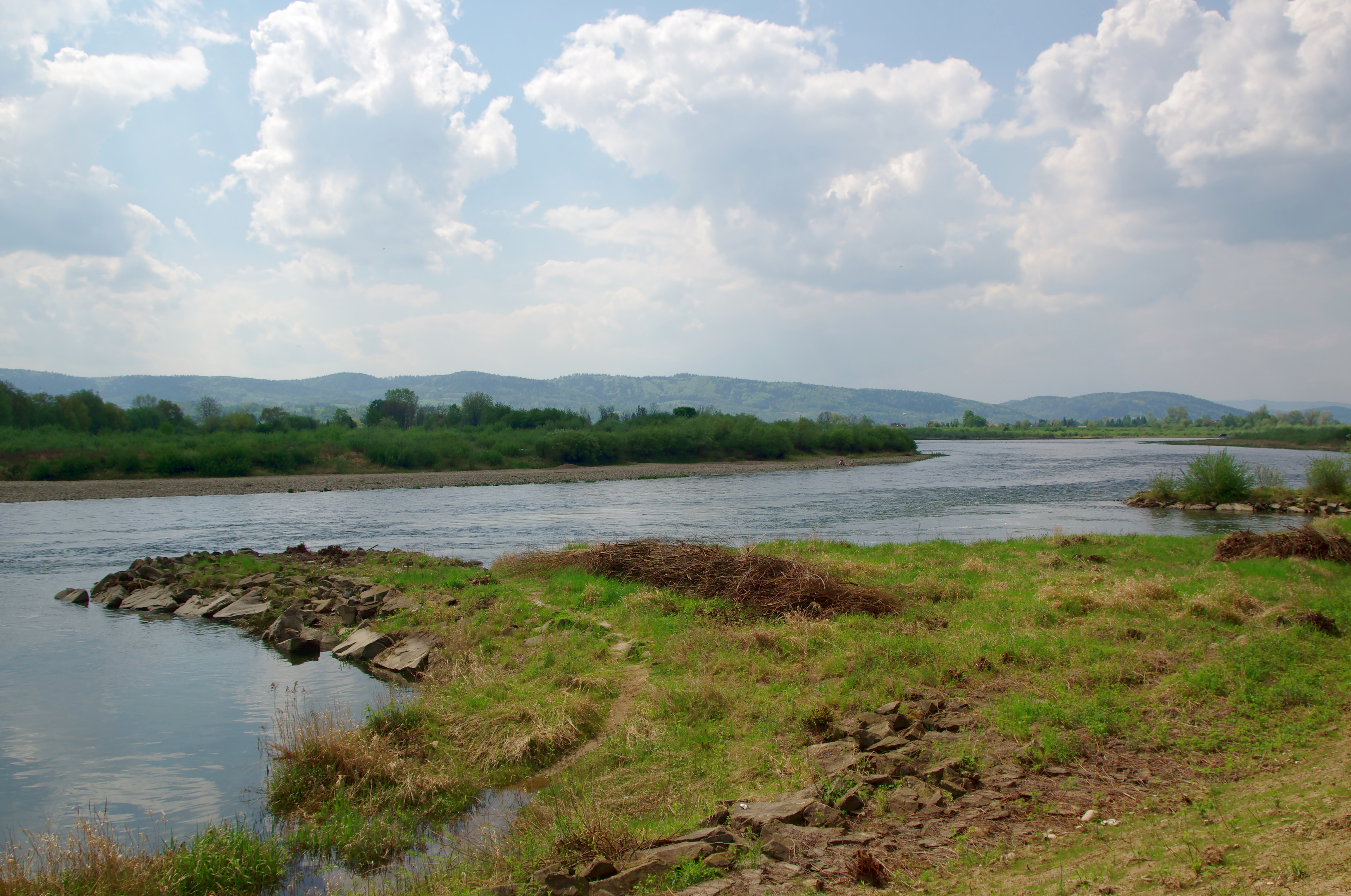
Dunajec bei Melsztyn